# Karl III av Monaco
Karl III (franska: Charles III), född 8 december 1818 och död 10 september 1889, var regerande furste av Monaco från 20 juni 1856 till sin död. Han grundade det kända kasinot i Monte Carlo.

## Biografi
Karl III  var son till Florestan I av Monaco och Maria Caroline Gibert de Lametz. Han gifte sig den 28 september 1846 med Antoinette de Mérode-Westerloo. Han efterträddes av sin son Albert I av Monaco.
Under hans regering blev städerna Menton och Roquebrune-Cap-Martin, vilka var 80 procent av Monacos territorium, avträdda till Frankrike, vilket banade väg för ett formellt franskt erkännande av Monacos självständighet.
Under Karl III:s styre ökade furstendömet Monaco sin diplomatiska aktivitet; till exempel, år 1864 då Karl slöt ett vänskapsavtal med bejen av Tunis, Muhammad III as-Sadiq, som också reglerade handels- och sjöfartsfrågor.